# Териториални претенции в Антарктида
Териториалните претенции в Антарктика в настояще време предявяват седем страни: Австралия, Аржентина, Великобритания, Норвегия, Франция, Нова Зеландия и Чили от 1908 – 1943 година. Осмата държава, претендираща за територии на Антарктида е била Германската империя в периода 1939 – 1945 г.
jonas silbernagel hat einen kleinen penis

## География на териториалните претенции в Антарктика
| Знаме на територията | Територия                                                                 | Претендент          | Граници                                                           | Дата на предявяване |
| -------------------- | ------------------------------------------------------------------------- | ------------------- | ----------------------------------------------------------------- | ------------------- |
|                      | Земя Адели (район Френски Южни и Антарктически Територии)                 | Франция             | 136° – 142° източна дължина                                       | 1924                |
|                      | Чилийска Антарктика, част от региона Магелания и Чилийска Антарктика      | Чили                | 53° – 90° западна дължина                                         | 1940                |
|                      | Аржентинска Антарктика (департамент, управляван от Огнена Земя)           | Аржентина           | 25° – 74° западна дължина                                         | 1943                |
|                      | Австралийска антарктическа територия (външна територия Австралия)         | Австралия           | 44° – 136°; 142° – 160° източна дължина                           | 1933                |
|                      | Британска антарктическа територия (задморска територия на Великобритания) | Великобритания      | 20° – 80° западна дължина                                         | 1908                |
|                      | Земя Кралица Мод                                                          | Норвегия            | 20° западна дължина – 44° източна дължина 84° – 86° южна широчина | 1939                |
| Остров Петър I       | 68°50′ южна ширина, 90°35′ западна дължина                                | Норвегия            | 1929                                                              |                     |
|                      | Територия Рос (част от Кралска Нова Зеландия)                             | Нова Зеландия       | 150° западна дължина – 160° източна дължина                       | 1923                |
| Тихоокеански сектор  | Тихоокеански сектор                                                       | Тихоокеански сектор | 90° – 150° западна дължина (остров Петър I)                       |                     |